# 699–690 př. n. l.
Století: 8. století př. n. l. – 7. století př. n. l. – 6. století př. n. l.
Roky: 719 – 710 709 – 700 – 699–690 př. n. l. – 689 – 680 679 – 670

## Události
- 699 – Challušu-In-Šušinak se stal králem Elamu po smrti krále Šutruk-nachchunte II.
- 696 – Kimmeriové vyplenili Frýgii,což bylo možná příčinou hromadného odchodu Arménů do kavkazské oblasti.
- 694 – Vévoda Siang z Čchi a vévoda Chuan z Lu se setkali u Luo (濼). Vévoda Chuan z Lu a jeho manželka Wen Ťiang odjeli do Čchi.
- 691 – Asyrský král Sinacherib porazil Chumban-nimena III., krále Elamu.
- 691 – 10. březen – počátek éry Ančansakarat (řídce užívané) buddhistického kalendáře
- 690 – Taharka, faraon z 25. dynastie, nastupuje na egyptský trůn.

## Úmrtí
- 699 – Šutruk-nachchunte II., elamský král
- 690 – Šebataka, egyptský faraon

## Hlava státu
- Médie – Kyaxarés I.
- Egypt – Šabataka
- Urartu – Argišti II.
- Asýrie – Sinacherib
- Makedonie – Perdikkás I.
- Judské království – Chizkijáš